# Ascidiogyne
Ascidiogyne, rod glavočika iz podtribusa Critoniinae, dio tribusa Eupatorieae.

## Opis
Ascidiogyne uključuje 2 zeljaste vrste biljaka, svaka s ograničenom distribucijom u Peruu. Odlikuje se karakterističnim habitusom, s poleglim stolonifernim stabljikama iz kojih izrastaju kratke, mesnate ružičaste grane. Također ima papus koji ili nedostaje ili ima kratku krunu s 5 režnjeva.

## Vrste
1. Ascidiogyne sanchezvegae Cabrera
2. Ascidiogyne wurdackii Cuatrec.